# Nguyễn Bình
Nguyễn Bình (* 1904 in der Provinz Hưng Yên, Tonkin; † 1951 in Kambodscha; Geburtsname Nguyễn Phương Thảo) war ein vietnamesischer nationalistischer Aktivist in Französisch-Indochina und Offizier der Viet Minh im Generalsrang. Während des Indochinakriegs war er der Hauptorganisator des Widerstands der Viet Minh gegen die französischen Truppen in Cochinchina. 

## Leben
Nguyen Binh wurde in der Provinz Hải Hưng in Tonkin als Sohn einer armen Familie geboren. Nach der Grundschulzeit wanderte Nguyen Binh zuerst nach Haiphong und dann nach Saigon aus. Er besuchte die Grundschule nur drei Jahre, lernte dort jedoch ausreichend Lesen und Schreiben in Quoc Ngu, so dass er sich als Jugendlicher autodidaktisch weiterbilden konnte. In Saigon arbeitete er als Angestellter in einer Wäscherei. Er betätigte sich in nationalistischen politischen Kreisen in Saigon und wurde über die Freundschaft mit Trần Huy Liệu Mitglied der VNQDD. 1930 wurde er wegen seiner politischen Aktivitäten von den Kolonialbehörden verhaftet und zur Zwangsarbeit auf der Gefängnisinsel Poulo Condor verurteilt, wo er bis 1934 inhaftiert blieb. Infolge einer Schlägerei zwischen Kommunisten und Nationalisten im Gefängnis verlor er ein Auge. Er wurde im Rahmen einer Amnestie der Volksfrontregierung Frankreichs zusammen mit vielen anderen politischen Gefangenen freigelassen.
Während des Zweiten Weltkriegs organisierte er anti-japanische und anti-französische Aktivitäten oft mit Unterstützung der Kommunisten und seinem Freund Tran Huy Lieu. Nach der Machtübernahme der Japaner stellte Nguyen Binh eigene Milizen in den Küstengebieten Tonkins auf. Nach der Augustrevolution wurde Nguyen Binh in die Militärhierarchie der Viet Minh übernommen und als Organisator des antifranzösischen Widerstandes nach Cochinchina geschickt. Nguyen Binh versuchte aus allen Kräften Cochinchinas eine Koalition gegen die Wiederbesetzung des Landes durch das Französische Expeditionskorps im Fernen Osten zu bilden was ihm für kurze Zeit gelang. Nguyen Binh organisierte eine städtische Guerilla gegen die Kolonialmacht und antwortete mit der Hinwendung der Sekten der Cao Dai und Hoa Hao zu den Franzosen mit einer Anschlagskampagne gegen deren Führer. In internen Debatten war Nguyen Binh ein Verfechter eines radikalen Kriegskurses gegen die Kolonialmacht und sprach sich für das Unterlassen von Verhandlungen mit den Franzosen aus. Im Januar 1948 wurde er zum Generalmajor ernannt und war somit der ranghöchste Offizier nach Võ Nguyên Giáp der Viet Minh. 1949 und 1950 versuchte Nguyen Binh die Kräfte der Viet Minh von einer Guerilla zu regulären Streitkräften umzubauen. 1951 wurde er zu politischen Gesprächen nach Tonkin beordert. Er wurde bei einem Überfall des 4e Bataillon de chasseurs cambodgiens in Kambodscha getötet. Seine sterblichen Überreste wurden 2000 nach Vietnam überführt.
Sein Nachfolger als Guerillaführer im Süden wurde Lê Duẩn.